# Харбург (Бавария)
Харбург (на немски: Harburg) е град в Швабия в Бавария, Германия, с 5508 жители (2016). Намира се на река Вьорниц на Романтичния път между Ньордлинген и Донаувьорт.
- Кметството на град Харбург
- Харбург